# Jimmii Nguyễn
Jimmii Nguyễn (sinh ngày 1 tháng 11 năm 1970), tên thật là Nguyễn Thanh Dũng Ngọc Long, là một nhạc sĩ, ca sĩ, nhà sản xuất và nhạc công người Mỹ gốc Việt. 
Mặc dù là nghệ sĩ độc lập, anh thường biểu diễn cùng nhóm nhạc của mình, Jimmii Band, thành lập vào năm 2010. Anh được biết đến với chất giọng đặc biệt và các sáng tác giàu cảm xúc, trong đó có ca khúc Mãi Mãi Bên Em, đã ghi dấu ấn trong làng âm nhạc Việt.

## Cuộc đời
Sinh ra ngày 1 tháng 11 năm 1970 tại Sài Gòn, Nguyễn Thanh Dũng Ngọc Long lớn lên trong một gia đình sáu người con có gốc gác từ Huế. Ngay từ nhỏ, anh đã thể hiện năng khiếu âm nhạc và niềm đam mê sáng tạo, tự chế tạo nhạc cụ và tự học nhạc. Trong gia đình, anh được biết đến là một cậu bé nghịch ngợm, nhưng khi ra ngoài lại khá e dè. Âm nhạc luôn là nguồn cảm hứng không ngừng cho anh; anh tự học làm thơ, tự chế tạo sáo từ ống tre và học thổi sáo qua việc lắng nghe từ xa.
Năm 5 tuổi, anh nhận được “phần thưởng” âm nhạc đầu tiên là một cây sáo tre và vài món bánh kẹo. Sau đó, anh tiếp tục thể hiện tài năng âm nhạc khi tham gia cuộc thi tài năng ở trường năm 8 tuổi, nơi anh giành được phần thưởng là một gói kẹo và cây sáo trúc, đánh dấu bước đầu trong hành trình âm nhạc.
Năm 9 tuổi, anh cùng cha di cư sang Hoa Kỳ, để lại mẹ và các anh chị em ở Việt Nam. Trước đó, gia đình anh đã ở trại tị nạn Pulau Bidong hơn một năm, nơi nhiều người Việt định cư tạm thời. Tại Hoa Kỳ, anh lấy tên Jimmii J.C Nguyễn. 
Trong thời niên thiếu, với khát khao tự do, anh quyết định rời khỏi nhà khi mới 13 tuổi để sống độc lập và được các gia đình giám hộ chăm sóc.

## Sự nghiệp âm nhạc

### 1980-1990: Thời niên thiếu và khởi đầu sự nghiệp
Sinh ra tại Sài Gòn, Việt Nam, Jimmii Nguyễn di cư sang Hoa Kỳ cùng gia đình khi còn nhỏ. Tại Hoa Kỳ, anh tham gia ban nhạc Hockaloogie, một nhóm rock với các thành viên người Mỹ. Sau một tai nạn bơi lội, anh đổi hướng sang phong cách pop với giọng trung trầm. Sau đó, anh gia nhập nhóm The Melodies, một nhóm nhạc người Việt tại San Jose, California, nhưng rời nhóm vào năm 1990 để theo đuổi con đường solo.

### 1992-1996: Giai đoạn sáng tác và thành công với các album đầu tay
Năm 1992, Jimmii chịu cú sốc lớn khi em gái út của anh qua đời trong một tai nạn xe. 
Quyết định ngừng học tại Đại học Golden Gate, anh tập trung vào sáng tác và phát hành album đầu tay Mãi Mãi Bên Em vào năm 1993, bao gồm 10 ca khúc dành riêng cho em gái. Album này giúp anh trở thành nghệ sĩ đầu tiên ký hợp đồng với trung tâm âm nhạc hải ngoại Giáng Ngọc.
Năm 1994, anh phát hành album Người Con Gái với các ca khúc tri ân người yêu đã mất, gồm các bài nổi bật như Ngày Đó Có Em, Tiếng Buồn Rơi, và Đất Thần Kinh Xứ Huế, củng cố tên tuổi của anh trong cộng đồng người Việt hải ngoại

### 1996: Trở về Việt Nam và khẳng định phong cách độc lập
Năm 1996, Jimmii Nguyễn từ chối các hợp đồng độc quyền và chọn con đường nghệ sĩ độc lập. Anh thu âm tại trung tâm Eagle, đồng thời chuyển ngữ và sáng tác lời Việt cho các ca khúc gốc Hồng Kông như Ta Trở Về, Tình Như Lá Bay Xa, và Sống Chết Có Nhau. Nhờ đó, tên tuổi của anh nhanh chóng lan rộng tại Việt Nam.
Cũng trong năm 1996, qua sự giới thiệu của nhạc sĩ Trần Tiến, anh có dịp gặp cố nhạc sĩ Trịnh Công Sơn. 
Khi Jimmii trình bày các ca khúc Nhớ Mẹ và Nỗi Niềm Kẻ Ở Miền Xa, Trịnh Công Sơn xúc động và nói : 
"Thằng này được."— Trịnh Công Sơn

### 1997-2016: Biến cố cá nhân và tạm gián đoạn sự nghiệp
Trong giai đoạn từ năm 1997 đến 2016, Jimmii Nguyễn đối mặt với nhiều biến cố cá nhân, khiến sự nghiệp âm nhạc bị gián đoạn. Năm 2010, anh trở lại Việt Nam và thành lập Jimmii Band, phát triển sự nghiệp tại quê nhà vào năm 2016.

### 2022: Kỷ niệm 30 năm ca hát

Jimmii Nguyễn mang trâu lên sân khấu kỷ niệm 30 năm ca hát (2022)

Ngày 2 tháng 12 năm 2022, Jimmii tổ chức buổi Live in Concert: Triệu Lời Tri Ân tại Nhà hát Hòa Bình, thể hiện các sáng tác của chính mình cùng ban nhạc và biểu diễn với một con trâu thật, gợi nhắc về quê hương Việt Nam qua các ca khúc Ta Trở Về và Miền Quê Tôi.

### 2024: Song ca cùng Mỹ Tâm
Tháng 5 năm 2024, Jimmii Nguyễn tham gia chương trình Liveshow: My Soul 1981 của ca sĩ Mỹ Tâm tại Hồ Tràm (Bà Rịa - Vũng Tàu) , biểu diễn song ca trước hơn 5.000 khán giả. 

## Danh sách đĩa nhạc
- Mãi Mãi Bên Em (1993)
- Người Con Gái (1994)
- Một Hình Dung (1995)
- Hỏi Đá Buồn Không (1995)
- Seasons of Love (1996)
- Tình Như Lá Bay Xa (1996)
- Tình Và Đời (1997)
- Tình Xưa Nghĩa Cũ (1997)
- Còn Đây Nỗi Nhớ (1998)
- Vĩnh Biệt Màu Xanh (1998)
- The Best of Jimmii Nguyễn (1999)
- Tưởng Đã Phôi Pha (2000)

## Công việc doanh nhân

Jimmii Nguyễn cùng bạn đời Ngọc Phạm và ba con là Long Anh, Mộc Anh, và Quốc Anh tại sự kiện ra mắt thương hiệu nước uống Lamaqua, được đặt tên theo chữ cái đầu của ba bé (2019)

Ngoài sự nghiệp ca hát, Jimmii Nguyễn còn là một nhà nghiên cứu công nghệ và khoa học, đồng thời dành nhiều thời gian cho việc nghiên cứu về nước, thiền định, tỉnh thức, và sự hình thành của thế gian. Anh có kiến thức sâu rộng về đá quý và phong thủy. Anh từng là chủ tạp chí Thế Giới Đàn Ông, cửa hàng đá quý Alena, và gần đây nhất là công ty nước uống tinh khiết đóng chai Lamaqua . Ngoài ra, Anh cũng mở một tửu quán tên là Quán Gã Điên, lấy cảm hứng từ câu chuyện gia đình.

## Sở Thích
Jimmii Nguyễn còn có tài làm thơ, chia sẻ kiến thức và viết sách. Anh sống cùng nhiều thú cưng, bao gồm cún, mèo và một chim bồ câu trắng đã được anh chăm sóc sau khi bay vào nhà bị thương. 

## Hoạt động xã hội
Ngoài hoạt động âm nhạc, Jimmii Nguyễn còn tham gia vào tổ chức phi lợi nhuận Vietnamese Unified Artists (VUA), một tổ chức tập trung vào việc hỗ trợ các bệnh viện, trại dưỡng lão và trẻ mồ côi, đặc biệt tại Việt Nam. VUA đã thực hiện nhiều chương trình từ thiện và nhận được sự ủng hộ từ các cá nhân và tổ chức như Pastor Esther and Pastor Tino from Open Your Heart To Haiti, Magik, Mother Wright, cùng với các thành viên của VUA, sinh viên từ Berklee, và người hâm mộ trên toàn thế giới.

## Đời tư

Vợ chồng ca sĩ Jimmii Nguyễn song ca (2022)

Jimmii Nguyễn, dù là một người của công chúng, có tính cách nội tâm, kín đáo. Anh có mối quan hệ với một số nhân vật trong lĩnh vực nghệ thuật và văn học như nhạc sĩ Trần Tiến, nhà văn Lưu Trọng Văn (con trai của nhà thơ Lưu Trọng Lư), và ngôi sao điện ảnh Dustin Nguyễn.
Trong thập niên 90 và 2000, anh từng có quan hệ tình cảm với một số người mẫu và hoa hậu. Sau khi kết thúc mối quan hệ với người mẫu Quế Vân và hoa khôi Hồng Hà, anh đã gặp ca sĩ Ngọc Phạm vào năm 2002. Họ đã cùng nhau xây dựng một gia đình và có ba người con. Đến nay, dù chưa chính thức làm lễ cưới . Hiện tại, cả hai đang chung sống và xây dựng cuộc sống gia đình.
Ngọc Phạm, ngoài vai trò là bạn đời của anh, còn là người đồng hành trên các buổi biểu diễn và chuyến lưu diễn, đồng thời hỗ trợ chăm sóc gia đình.

## Lưu diễn
Jimmii Nguyễn đã quyết định trở về Việt Nam để biểu để biểu diễn và phát triển sự nghiệp âm nhạc. Anh tiếp tục theo đuổi con đường âm nhạc độc lập.
Anh biểu diễn cùng Jimmii Band, xem đây là phần quan trọng trong sự nghiệp. 